# Wereld van The Legend of Zelda
De wereld van The Legend of Zelda is de fictieve wereld zoals die voorkomt binnen de videospelserie van The Legend of Zelda. De wereld bestaat uit verschillende gebieden, waaronder het algemeenste land: Hyrule, dat in de meeste spellen uit de reeks voorkomt. Het gehele concept werd gecreëerd door de Japanse videospelontwerper Shigeru Miyamoto voor het Japanse bedrijf Nintendo.

## Gebieden

### Hyrule
Het koninkrijk Hyrule kwam voor het eerst voor in The Legend of Zelda, het eerste spel uit de gelijknamige serie. Het land is de vestigingsplaats van protagonist Link, een elfenjongen. Tijdens de gebeurtenissen in het spel doorkruist Link de wereld van Hyrule, op zoek naar negen verspreide kerkers die elk een soort kwaad bezitten dat uitgeroeid moet worden. Het concept van de kerkers werd later ook toegepast in de andere delen van de serie.

### Great Sea
De Great Sea is een grote zee, voorkomend in de spellen The Wind Waker en Phantom Hourglass. Het telt een reeks van 49 eilanden. Nadat Hyrule werd overstroomd door de Goden om het te beschermen tegen Ganondorf (wanneer de Hero of Time niet kwam opdagen om hem te verslaan), veranderde het land in deze immense zee. De inwoners van Hyrule werden verplicht om zich te vestigen op de bergtoppen (de eilanden) en na een tijd vergat men het "oude Hyrule" en het land onder de zee. De Great Sea werd de nieuwe thuisbasis van al het leven in Hyrule en zou ook nog een ander, verborgen rijk kennen: de World of the Ocean King.

### Termina
Termina is de officiële spelwereld in het spel: Majora's Mask. In het land zal de maan binnen 3 dagen neerstorten, waardoor Link in een race tegen de tijd zo veel mogelijk opdrachten moet vervullen. Ook zal hij het moeten opnemen tegen de krachten van Majora's Mask en de Skull Kid en verschillende gebieden en kerkers moeten doorkruisen.

### Koholint Island
Koholint Island is een groot, vierkant gebouwd eiland, dat voorkomt als officiële spelwereld in Link's Awakening. In het spel komt Link op het mysterieus eiland terecht na een schipbreuk. Het eiland is de thuis van een groot variërend aantal inwoners, die vredig en zorgeloos hun leven leiden. Afgezien van dit is het ook de vestigingsplaats van monsters en kerkers, die Link gedurende zijn queeste respectievelijk moet verslaan en doorkruisen.

### Holodrum
Holodrum is een land, voorkomend in Oracle of Seasons. Het land is gesitueerd ver weg van het koninkrijk Hyrule, maar wordt beschouwd als een kleurrijk en vrolijk gebied.
Protagonist Link werd naar Holodrum gebracht door de Triforce, wanneer General Onox de kracht van de godin Din, de Oracle of Seasons, heeft gebruikt om de seizoenen in Holodrum te verstoren en een chaos te veroorzaken. Het land is vergelijkbaar met Labrynna, het land dat voorkomt in het spel The Legend of Zelda: Oracle of Ages, maar is gekarakteriseerd door zijn eigen unieke oriëntatiepunten en inwoners. De hoofdstad van Holodrum is Horon Village, en andere plaatsen omvatten de plaatsen Sunken City en Goron Mountain (bewoond door de Gorons).

### Subrosia
Subrosia komt in Oracle of Seasons voor als de onderwereld van Holodrum. De lavawereld is moeilijk bereikbaar voor buitenstaanders, maar via portalen verdeeld over Holodrum kunnen de Subrosians een bezoek brengen aan de bovenwereld.

### Labrynna
Labrynna is een land, dat voorkomt in Oracle of Ages. Link werd naar Labrynna gebracht door de Triforce, wanneer het kwaad het land binnendringt. In Labrynna werd de rust verstoord door een kwaadaardige tovenares, Veran, die macht nam over de zanger, Godin en de Oracle of Ages: Nayru. Door gebruik te maken van Nayru's tijdreis-mogelijkheden keerde Veran terug in de tijd en haalde Queen Ambi over om voor haar te werken. Labrynna wordt bewoond door dezelfde rassen als die van Hyrule en Termina, maar in tegenstelling tot Termina heeft het land meer unieke inwoners en plaatsen dan Termina heeft tegenover Hyrule.

## Triforce

De triforce

De Triforce (letterlijk vertaald: de Driekracht) is als eerste gebruikt als spelonderdeel van de Nintendo-klassieker The Legend of Zelda voor de NES. Volgens een legende waar beide The Great Deku Tree en Zelda uit The Legend of Zelda: Ocarina of Time over praten, waren er drie godinnen die Hyrule schiepen. Nayru schiep de hemel, Din schiep de aarde en Farore schiep het leven. Toen hun taak volbracht was, vertrokken zij naar de hemel, en op die plek bleef de triforce achter. Dit waren drie gouden driehoeken die samen één grote driehoek vormen. Elk van die driehoeken had een eigen kracht: moed, kracht en wijsheid.

## Rassen
In de spellen uit de Zelda-serie komen verschillende rassen voor, de een zeldzamer dan de andere. Het grootste ras zijn de mensen, die in elk spel uit de serie voorkomen. Andere veelvoorkomende rassen zijn o.a. de gorons en de Zora.

## Valuta

### De Rupee

Afbeelding van Green, Blue en Red Rupees

De Rupee is een fictieve munteenheid, die voorkomt in de meeste spellen van The Legend of Zelda en is van toepassing in Hyrule, de Great Sea, Koholint Island, Termina, Labrynna en Holodrum. De naam komt van het Sanskrietwoord 'rupya', dat zilver betekent. De rupee, in het Nederlands roepie geheten, werd en wordt in sommige landen (zoals India en Pakistan) ook echt als naam voor een munteenheid gebruikt.
Het betaalmiddel komt voor in bijna elk Zeldaspel, met uitzondering van The Adventure of Link en Four Swords Adventures. Rupees worden voorgesteld als hexagonale kristallen of edelstenen, en bestaan uit verschillende kleuren waarbij elke kleur wordt gelinkt naar een verschillende waarde. Rupees kunnen worden bemachtigd door vijanden te verslaan, hoog gras of struiken te doorhakken, of door het openen van schatkisten. De rupee is een betaalmiddel om aankopen te doen in winkels of om een bepaald minigame te spelen. In The Minish Cap wordt duidelijk waarom sommige rupees verstopt liggen in hoog gras of struiken. De reden hiervoor is dat het kleine Minish-ras rupees verstopten om de eerlijke vinders te belonen. Link kan maar een beperkt aantal rupees met zich meedragen, naargelang de grootte van de rupee-tas (elke tas stelt een limiet op het aantal mee te dragen rupees). In de meeste spellen komen meerdere rupee-tassen voor, met telkens een grotere capaciteit, zodat Link steeds meer rupees met zich mee kan dragen. Het verkrijgen van zo'n extra tas is meestal verbonden met een welbepaalde opdracht.

### De Force Gem
De Force Gem is eveneens een fictieve munteenheid die voorkomt in The Legend of Zelda: Four Swords Adventures, The Legend of Zelda: Phantom Hourglass en The Legend of Zelda: Spirit Tracks. Force Gems zijn driehoek-vormige edelstenen en hebben verschillende doeleinden in de spellen waarin ze voorkomen.
In "Four Swords Adventures" zijn de Force Gems een variant op de rupee. Ze worden voornamelijk gebruikt om het Master Sword zijn kracht terug te geven en het kwaad hiermee uit te schakelen.
In The Legend of Zelda: Phantom Hourglass komen de Force Gems maar voor in de Temple of the Ocean King als elementen om een puzzel op te lossen, en niet als munteenheid.
In The Legend of Zelda: Spirit Tracks worden de Force Gems gecreëerd door passagiers hun "blijheid" als ze naar hun station worden gebracht, de energie die vrij komt herstelt een nieuw stuk van de Spirit Tracks. Force Gems spelen ook een belangrijke rol in de multi-player modus als puntentelling

### De Ore Chunk
De Ore Chunk is de derde en laatste fictieve munteenheid die voorkomt in het land van Subrosia in het spel "Oracle of Seasons".
In tegenstelling tot de Rupee heeft deze munteenheid geen waarde in Holodrum; het omgekeerde geldt voor Subrosia.
Ore Chunks zijn te vinden door te graven in de grond en kunnen ingewisseld worden door voorwerpen in de Subrosian Shop. Blauwe varianten zijn één Ore Chunk waard, rode tien en gouden Ore Chunks vijftig.

## Master Sword
Het Master Sword is een magisch zwaard met een onmetelijke kracht, dat voor Link (de gekozen held) het ultieme wapen is om de kwaadaardige Ganon te verslaan. Het zwaard heeft de kracht van "het verbannen van het kwade", waardoor het krachtige donkere magie en kwade wezens kan overwinnen. Kwade wezens kunnen het zwaard dus ook niet aanraken of gebruiken.

## Culturele impact
In verschillende andere videospellen werd soms een verband gelegd met elementen uit The Legend of Zelda.
In WWE Raw Superstar staat er een Triforce op Cody Rhodes' laarzen afgebeeld. Het wordt duidelijk dat hij A Link to the Past jaarlijks opnieuw speelt.
In Animal Crossing: Wild World komt de Triforce voor als meubelstuk.
In Metroid Prime 3: Corruption is de Triforce een vrij te spelen "bumpersticker".